# Jonathan Ive
Sir Jonathan Ive, KBE, britanski oblikovalec, * 27. februar 1967, Chingford, London.

## Zgodnje življenje
Rojen je bil v Chingfordu v Londonu. Vzgajal ga je njegov oče, ki je bil učitelj. Najprej je obiskoval šolo Chingford Foundation, kasneje srednjo šolo Walton v Staffordu. Potem je študiral industrijsko oblikovanje na univerzi Northumbria. Veliko tehničnih in risarskih sposobnosti je dosegel s pomočjo svojega očeta. Svojo ženo Heather Pegg je spoznal že v srednji šoli. Poročila sta se leta 1987. Z ženo imata dva otroka in skupaj živijo v San Franciscu.
Že od štirinajstega leta je rad risal in izdeloval izdelke. Že dolgo se mu je porajala zamisel o oblikovanju, ni pa vedel kaj bi oblikoval.
Oblikoval je izdelke kot so:iMac, PowerBook G4, PowerMac G4, PowerMac G5, G4 Cube, iBook, MacBook, MacBook Pro, MacBook Air, iPod, iPhone, iPad.